# Colonia Nápoles

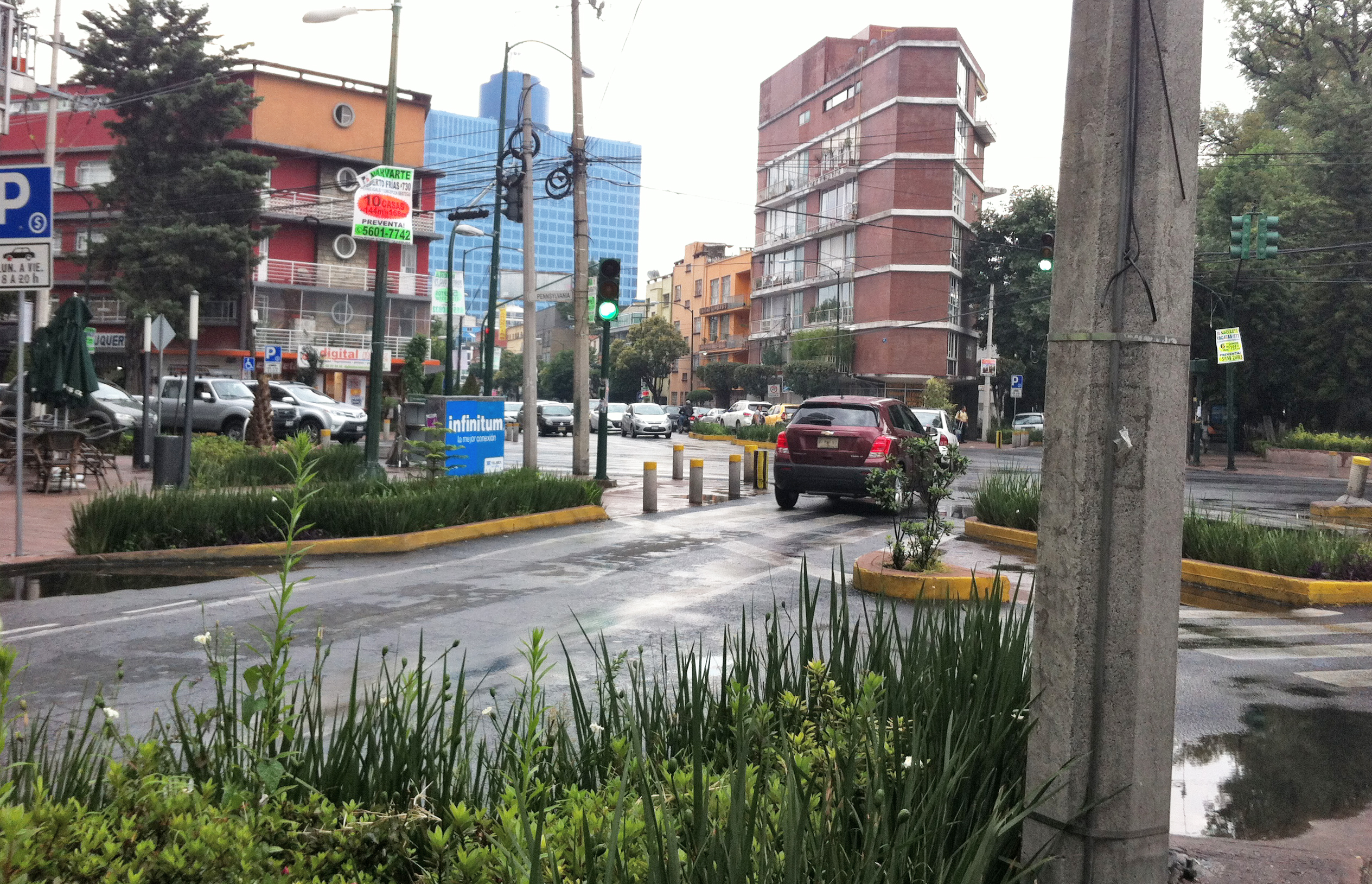
Cruce de las calles Pennsylvania, Dakota y Alabama. A la derecha, el Parque Esparza Oteo, y al fondo, el WTC.

La colonia Nápoles se encuentra en la alcaldía Benito Juárez de la Ciudad de México. Destaca por su actividad comercial, hotelera y empresarial, que se concentra principalmente a lo largo y cerca de la avenida de los Insurgentes.
La extensión de esta colonia abarca parte de lo que antes se conocía como el "Rancho de Amores" y el "Rancho de Nápoles", en conjunto con una porción de una zona ladrillera que se ubicada en las cercanías del poblado de Mixcoac. Esta colonia se integra por dos zonas que, a saber, son la llamada colonia Nápoles, levantada a comienzos del siglo XX, y la ampliación realizada a fines de la década de los cuarenta en la zona surponiente denominada Ampliación Nápoles, ambas divididas por la calle Georgia, que corre de oriente a poniente.
Ubicada dentro de la demarcación territorial de la Ciudad de México conocida como la alcaldía Benito Juárez, esta colonia es compacta y no está dividida por ningún eje vial. Los límites de la colonia corresponden: al Norte y al Oeste, con la avenida Viaducto Río Becerra y las colonias Escandón y San Pedro de los Pinos, respectivamente; al Este, con la avenida de los Insurgentes y la Colonia Del Valle, y al Sur, con el eje 5 Sur avenida San Antonio y la Ciudad de los Deportes. 
Destacan los grandes edificios levantados a mediados del siglo XX; sobre todo, el gran edificio de oficinas y Centro de Convenciones y Exposiciones World Trade Center México, así como el Polyforum Cultural Siqueiros, que tiene el mural más grande de este artista plástico. Se encuentran casonas y palacetes construidos en los años 30 y 40 en el estilo denominado colonial californiano. Hay sobre todo una extensa muestra de arquitectura mid-century modern de la vanguardia de mediados del siglo XX. Un ejemplo es la casa construida por el arquitecto Vladimir Kaspé, que se ubica en la esquina de la calle Dakota con la calle Nueva Jersey, o bien los edificios en la esquina que hacen la calle Nebraska y la calle Arizona.

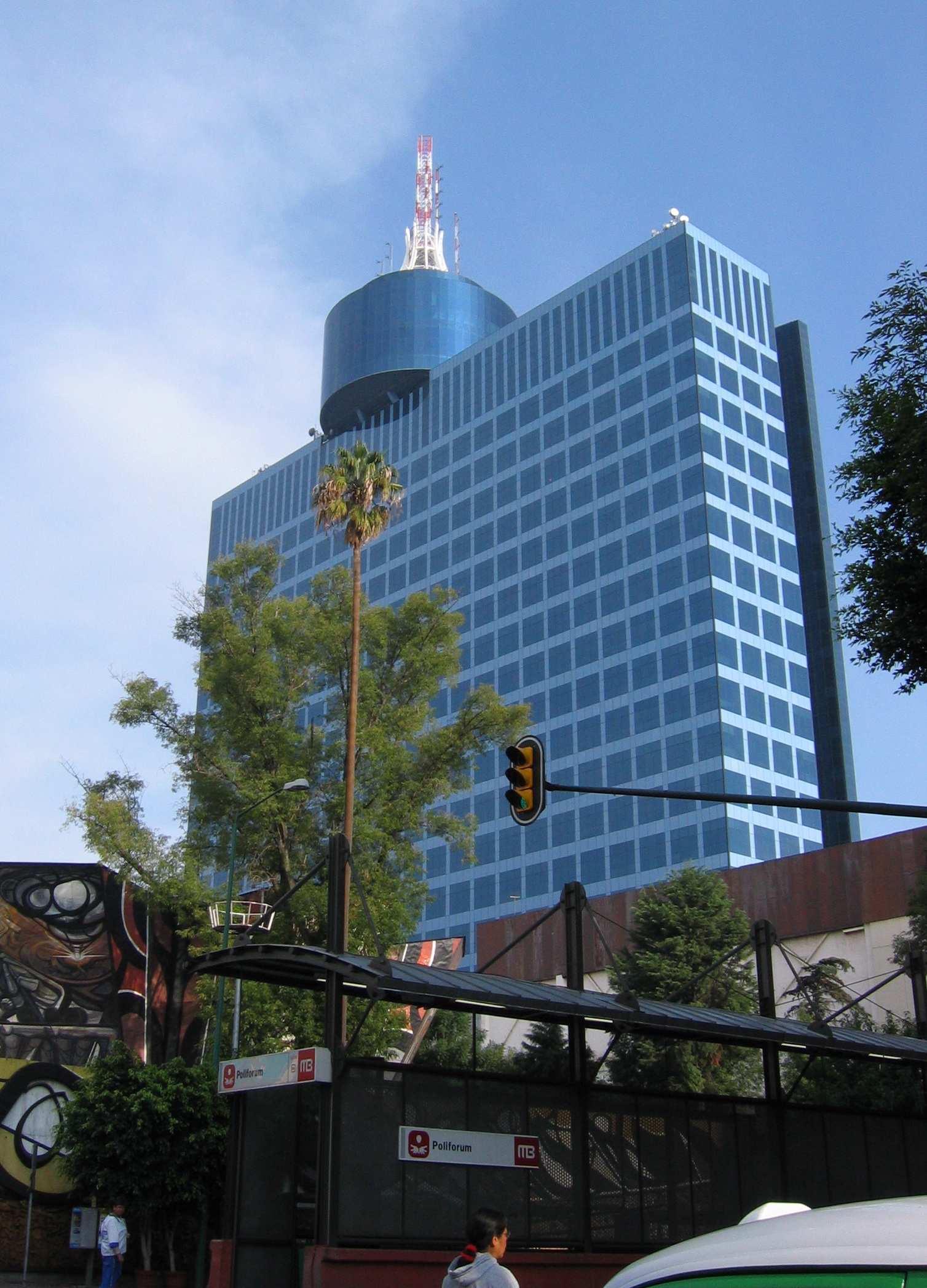
World Trade Center, en la Ciudad de México.

## Nomenclatura
Las calles de esta colonia se caracterizan por llevar los nombres de las principales ciudades y estados de los Estados Unidos de América. Filadelfia, Dakota y Pennsylvania son las calles que recorren y atraviesan la colonia de un extremo a otro. Mientras que la primera la atraviesa en dirección de Oriente a Poniente, la segunda lo hace de Sur-Poniente a Nor-Poniente, y la última lo hace en ambas direcciones.[cita requerida]

## Historia
La colonia Nápoles comparte su nacimiento e historia de forma paralela a la de su vecina la colonia del Valle. Si bien estos terrenos no fueron más que extensiones agrícolas y ganaderas que pertenecían a ranchos y haciendas cercanas al vecino poblado de Mixcoac y el barrio de San Juan, su uso cambió en el siglo XIX, cuando se estableció la ladrillera Nochebuena, cercana al poblado de Mixcoac, misma que cerró sus puertas hacia 1893 para dar paso a la siembra en sus terrenos de un gran bosque de enormes y frondosos árboles, denominado el Bosque de la Nochebuena (que posteriormente pasaría a ser nombrado Parque Luis G. Urbina o Parque Hundido, por el desnivel del suelo).[cita requerida]
Si bien el crecimiento de la Ciudad de México a comienzos del siglo XX absorbió a poblaciones, haciendas y ranchos circundantes, la urbanización de la colonia Nápoles se dio durante 1908 y de forma lenta, por tratarse de una zona aún considerada "lejana" a la ciudad, donde se levantaron cantidad de casas de campo, villas y chalets fue en los alrededores de Mixcoac. La naciente colonia de manzanas de traza cuadricular fue dotada de un parque, el Jardín Esparza Oteo. Posteriormente, se agregó el parque "De la Lama".

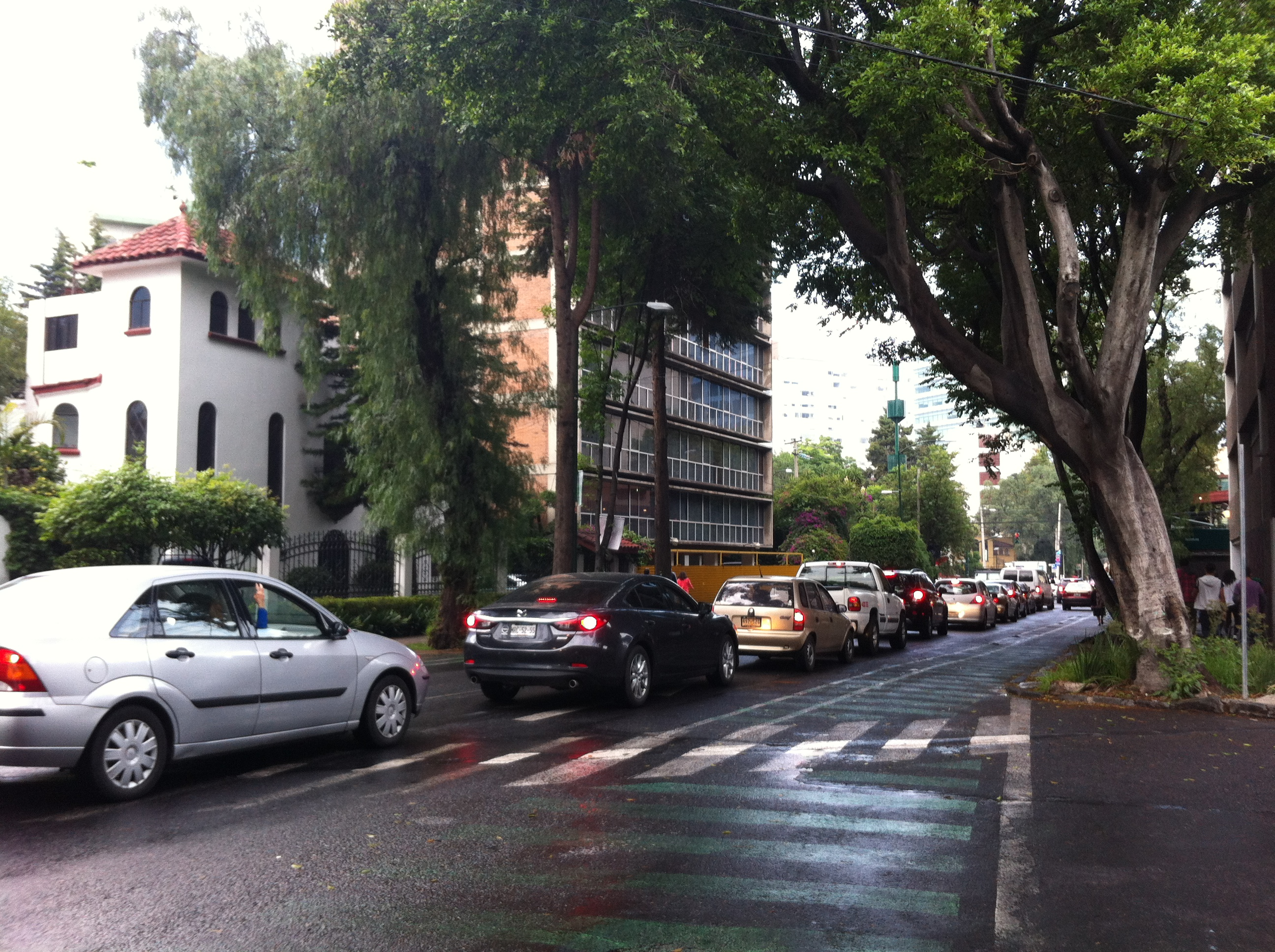
La calle Dakota, con algunas construcciones originales en estilo colonial californianas, fue una de las primeras calles con ciclovía en la Ciudad de México. La saturación vial en la colonia se torna muy alta a la hora de salida de las oficinas.

Para 1940, en los alrededores de la zona se construyeron algunos proyectos de gran importancia, como la Ciudad de los Deportes, y ya en 1970 inició el proyecto del llamado Centro Turístico 2000 (hoy World Trade Center México), que incluía al Polyforum Cultural Siqueiros y el Hotel de México, entre otros recintos, levantados sobre el llamado Parque De la Lama, propiedad de Manuel Suárez y Suárez.
Para ese momento, se habían levantado en gran parte de la colonia algunas casonas y palacetes inspirados en el estilo que imperó en la vecina colonia del Valle y también en otras colonias de la ciudad: el llamado estilo colonial californiano, que retomaba detalles y adornos de los antiguos edificios del Centro y los incorporaba a las edificaciones inspiradas en las construcciones estadounidenses, rodeadas de un gran jardín. Estas casonas compartían vecindad con edificios de estilo funcionalista, como los ubicados alrededor del parque Esparza Oteo.[cita requerida]
Al igual que otras zonas de la ciudad, la colonia Nápoles ha experimentado un crecimiento tanto de edificios de departamentos como de la actividad comercial de la zona, por lo cual es común ver algunas grandes construcciones contemporáneas cercanas a la avenida de los Insurgentes.

## Transporte
Sobre la avenida de los Insurgentes se encuentran las siguientes estaciones de la ruta A2 del Metrobús de la Ciudad de México: La Piedad, Poliforum y Nápoles.
En cuanto a las estaciones del Metro de la Ciudad de México (el metro, como se le conoce coloquialmente), la más cercana es la estación San Antonio, de la línea 7, ubicada en las esquinas de las avenidas Revolución y San Antonio, en la colonia Nonoalco.[cita requerida]

## Principales atractivos
- Se trata de una de las mejores colonias para admirar la arquitectura de los años 40 y 50. Se puede comparar con el barrio parisino de Boulogne-Billancourt, y presenta arquitectura modernista de principios y mediados del siglo XX.
- La avenida de los Insurgentes.
- El mural más grande de David Alfaro Siqueiros y el teatro Polyforum Cultural Siqueiros.
- El World Trade Center México.
- Colindando con la colonia Ciudad de los Deportes, se encuentran la Plaza de Toros México, la más grande del mundo, y el Estadio de la Ciudad de los Deportes, donde juega el equipo Atlante.
- Los domingos, un mercado sobre ruedas, sobre la calle Filadelfia, entre las calles Nebraska y Pennsylvania, en el que se pueden encontrar frutas, verduras, carnes, legumbres y antojitos.
- Su cercanía con uno de los más excepcionales parques de la Ciudad de México: el Parque Hundido.